# Skene (Aberdeenshire)
Skene (schottisch-gälisch: Sgainn) ist eine Gemeinde in der schottischen Council Area Aberdeenshire. Sie gliedert sich in die Ortschaften Kirkton of Skene, die direkt westlich an Westhill angrenzt, und das fünf Kilometer nordwestlich gelegene Lyne of Skene. Auf dem Gebiet liegt der Loch of Skene. Skene liegt jeweils rund 13 Kilometer westlich von Aberdeen und südlich von Inverurie.

## Geschichte
Ein stein- oder frühbronzezeitlicher Steinkreis sowie ein Stehender Stein zeugen von der frühen Besiedlung der Umgebung.
Im Jahre 1318 schuf König Robert the Bruce das Baronat Skene für Robert Skene, dessen Nachfahren die Ländereien bis 1827 hielten. Im 14. Jahrhundert ließ Skene dort eines der größten Tower Houses Schottlands errichten. Um 1850 wurde es für den Duke of Fife zum Herrenhaus Skene House erweitert. Die Landvilla Kirkton House entstand 1848.
Die heutige Parish Church of Skene wurde im Jahre 1801 errichtet. Sie weist stilistische Parallelen zur Echt Parish Church auf.
Lebten in der zweiten Hälfte des 19. Jahrhunderts noch rund 1800 Personen in Skene, so wurden 1971 nur noch 258 gezählt.

## Verkehr
Die von Aberdeen nach Corgarff führende A944 führt südlich an Kirkton of Skene vorbei und ist von Lyne of Skene aus nach kurzer Strecke in Dunecht erreichbar. Im Osten ist die A90 (Edinburgh–Fraserburgh) und im Norden die A96 (Aberdeen–Inverness) nach wenigen Kilometern zugänglich.
Mit dem Flughafen Aberdeen International befindet sich ein internationaler Verkehrsflughafen in einer Entfernung von zehn Kilometern.